# Robert Gendler
Robert Gendler (né le 30 septembre 1957) est un astronome amateur et astrophotographe américain.
Utilisateur depuis ses débuts de caméras CCD, il se spécialise dans les images des objets du ciel profond avec de très longs temps de pose. Ses photographies sont régulièrement publiées dans les magazines d'astronomie, notamment Sky & Telescope, ainsi que sur le site Astronomy Picture of the Day. En septembre 2005, Astronomy Magazine cite sa mosaïque de la galaxie d'Andromède (M31) comme l'une des « plus belles images astronomiques de ces trente dernières années ». Elle figure également dans le Livre Guinness des records 2008, au titre de la plus grande image (en nombre de pixels) d'une galaxie spirale jamais réalisée. En 2007, l'une de ses photographies d'IC 405, la nébuleuse de l'Étoile Flamboyante, sert à illustrer l'un des six timbres d'une série du Royal Mail commémorant le 50e anniversaire de l'émission de télévision de Sir Patrick Moore, The Sky at Night. Elle y figure aux côtés de quatre images du Télescope spatial Hubble et d'une image de la NASA. Le Santa Barbara Imaging Group (SBIG) lui a décerné son prix d'excellence pour l'imagerie astronomique (Award for Excellence in Astronomical Imaging).
Il est l'auteur de A Year in the Life of the Universe: A Seasonal Guide to Viewing the Cosmos (2006) et de Capturing the Stars: Astrophotography by the Masters (2009). 
Il est médecin et habite le Connecticut avec sa femme et ses deux enfants.